# Emily Pfalzer
Emily Pfalzer (née le 14 juin 1993 à Getzville dans l'État de New-York) est une joueuse de hockey sur glace américaine évoluant dans la ligue élite féminine en tant que défenseure. Elle a remporté une médaille d'or aux Jeux olympiques de Pyeongchang en 2018 et a également représenté les États-Unis dans quatre championnats du monde, remportant quatre médailles d'or.
Elle remporte en tant que capitaine des Beauts de Buffalo la coupe Isobel en 2017.

## Biographie

### En club
Emily Pfalzer joue toute sa carrière universitaire (2011 à 2015) pour les Eagles de Boston College dans le championnat NCAA. Elle est la première défenseure à atteindre les 100 points dans ce programme, avec 102 points (23 buts, 79 assistances). Ce nombre d'aides est d'ailleurs un record pour une défenseure de la franchise du Boston College ,.
Par la suite, elle entre chez les Beauts de Buffalo dans la Ligue nationale de hockey féminin (LNHF). Elle participe à l'engagement symbolique en tant que première capitaine de la franchise en présence de Manon Rheaume le 11 octobre 2015 lors du premier match de l'histoire des Beauts. Le 22 novembre 2015, dans un match contre le Whale du Connecticut elle enregistre le nouveau record de l'équipe pour le plus de points en un seul match, avec 5 assistances. L'année suivante elle remporte la coupe Isobel pour la première fois dans l'histoire de la franchise.
En 2017, elle quitte l'équipe et son poste de capitaine pour entamer l'année de préparation olympique en vue des Jeux de PyeongChang. Le 16 août 2018, les Beauts annoncent avoir re-signé Emily Pfalzer .

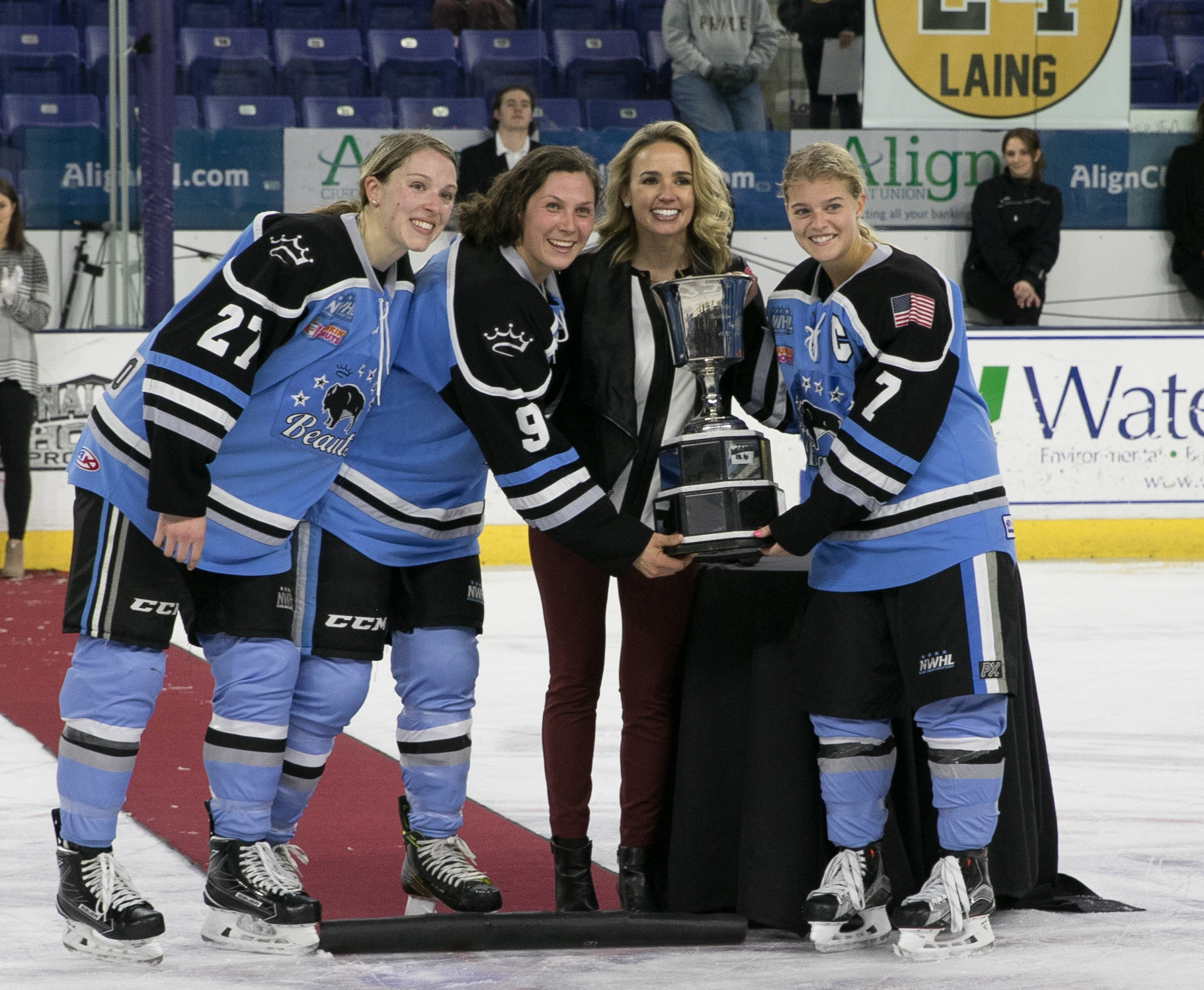
Emily Pfalzer (droite) accepte la coupe Isobel en 2017.

### En équipe nationale
Emily Pfalzer fait partie des camps d'entrainements de l'équipe nationale des États-Unis depuis ses 14 ans. Elle participe pour la première fois au championnat du monde des moins de 18 ans en 2010 et remporte la médaille d'argent. L'année suivante, elle sert en tant que capitaine assistante au championnat du monde moins de 18 ans 2011 et remporte la médaille d'or . 
Elle est sélectionnée pour la première fois en équipe sénior à l'occasion de la Coupe des quatre nations en 2014, puis participe aux championnats du monde en 2015, 2016 et 2017 où elle remporte trois médailles d'or .
En 2018, elle est sélectionnée pour les Jeux de PyeongChang où elle remporte la médaille d'or.

## Vie privée
Elle est la conjointe du joueur canadien Michael Matheson .

## Statistiques

### En club
| Saison      | Équipe                   | Ligue       |     | Saison régulière | Saison régulière | Saison régulière | Saison régulière | Saison régulière |   | Séries éliminatoires | Séries éliminatoires | Séries éliminatoires | Séries éliminatoires | Séries éliminatoires |
| Saison      | Équipe                   | Ligue       | PJ  | B                | A                | Pts              | Pun              | PJ               | B | A                    | Pts                  | Pun                  |                      |                      |
| 2011-2012   | Eagles de Boston College | NCAA        | 37  | 5                | 13               | 18               | 8                |                  |   |                      |                      |                      |                      |                      |
| 2012-2013   | Eagles de Boston College | NCAA        | 37  | 4                | 13               | 17               | 18               |                  |   |                      |                      |                      |                      |                      |
| 2013-2014   | Eagles de Boston College | NCAA        | 37  | 6                | 19               | 25               | 14               |                  |   |                      |                      |                      |                      |                      |
| 2014-2015   | Eagles de Boston College | NCAA        | 36  | 8                | 34               | 42               | 10               |                  |   |                      |                      |                      |                      |                      |
| 2015-2016   | Beauts de Buffalo        | LNHF        | 17  | 2                | 10               | 12               | 6                | 5                | 1 | 4                    | 5                    | 2                    |                      |                      |
| 2016-2017   | Beauts de Buffalo        | LNHF        | 15  | 1                | 6                | 7                | 6                | 2                | 0 | 0                    | 0                    | 6                    |                      |                      |
| 2018-2019   | Beauts de Buffalo        | LNHF        | 16  | 2                | 4                | 6                | 19               | 2                | 2 | 1                    | 3                    | 0                    |                      |                      |
| Totaux NCAA | Totaux NCAA              | Totaux NCAA | 147 | 23               | 79               | 102              | 50               |                  |   |                      |                      |                      |                      |                      |
| Totaux LNHF | Totaux LNHF              | Totaux LNHF | 48  | 5                | 20               | 25               | 31               | 9                | 3 | 5                    | 8                    | 8                    |                      |                      |

### En équipe nationale
| Année | Équipe             | Compétition                  |   | PJ | B | A | Pts | Pun               |  | Résultat |
| 2010  | États-Unis - 18ans | Championnat du monde - 18ans | 5 | 0  | 6 | 6 | 0   | Médaille d'argent |  |          |
| 2011  | États-Unis - 18ans | Championnat du monde - 18ans | 5 | 2  | 2 | 4 | 0   | Médaille d'or     |  |          |
| 2015  | États-Unis         | Championnat du monde         | 4 | 1  | 1 | 2 | 0   | Médaille d'or     |  |          |
| 2016  | États-Unis         | Championnat du monde         | 5 | 0  | 0 | 0 | 0   | Médaille d'or     |  |          |
| 2017  | États-Unis         | Championnat du monde         | 5 | 1  | 1 | 2 | 0   | Médaille d'or     |  |          |
| 2018  | États-Unis         | Jeux olympiques              | 5 | 0  | 0 | 0 | 0   | Médaille d'or     |  |          |
| 2019  | États-Unis         | Championnat du monde         | 7 | 1  | 5 | 6 | 0   | Médaille d'or     |  |          |

## Trophées et Honneurs personnels

### Ligue universitaire
- 2011-2012 :
  - Athlète de l'année de Boston College
  - Sélectionnée dans l'équipe des recrues de la conférence Hockey East du NCAA
- 2012-2013 :
  - Sélectionnée dans la deuxième équipe étoiles de la conférence Hockey East
  - Sélectionnée dans l'équipe étoiles de Division 1 du NCAA
- 2013-2014 :
  - Défenseure de l'année de la conférence Hockey East
  - Sélectionnée dans la première équipe étoiles de la conférence Hockey East
- 2014-2015 :
  - Nommée dans les 10 finalistes du Trophée Patty Kazmaier
  - Sélectionnée dans la première équipe étoiles de la conférence Hockey East [6]
  - Sélectionnée dans l'équipe première « All-Americans » par CCM hockey [7]

### Ligue nationale de hockey féminin
- 2015-2016 :
  - Sélectionnée pour le match des étoiles [8]
- 2016-2017 :
  - Championne de la coupe Isobel
  - Sélectionnée pour le match des étoiles [8]